# Jeniec Europy (film)
Jeniec Europy – polsko-francuski film historyczny z 1989 roku w reżyserii Jerzego Kawalerowicza, zrealizowany na podstawie powieści autorstwa Juliusza Dankowskiego.

## Fabuła
Rok 1815. Napoleon I po klęsce pod Waterloo zostaje zesłany na Wyspę św. Heleny. Towarzyszą mu służba i najwierniejsi przyjaciele. Zostają im przydzielona posiadłość Longwood. Na wyspie pojawia się nowy gubernator Hudson Lowe z przedstawicielami sprzymierzonych: hrabia Balmain z Rosji, baron von Sturmer z Austrii i markiz Montchenu z Francji. Dochodzi do utarczek między gubernatorem a więźniem.

## Obsada
- Roland Blanche − Napoleon Bonaparte
- Vernon Dobtcheff − gubernator Hudson Lowe
- Didier Flamand − generał Bertrand
- François Berléand − generał Montholon
- Ronald Guttman − generał Gourgaud
- Isabelle Petit-Jacques − madame Bertrand
- Maria Gładkowska − madame Montholon
- Catriona MacColl − lady Lowe
- Jean Barney − Cipriani
- Jean-François Delacour − Las Cases
- Georges Claisse − Thomas Reade
- Ryszard Radwański − lokaj
- Wojciech Kępczyński − doktor O’Meara
- Marek Sikora − lokaj Santini
- Arkadiusz Bazak − Admirał Cockburn